# Irfan Peci
Irfan Peci (* 1989 in Jugoslawien) ist ein deutscher Aktivist, Autor und ehemaliger Islamist serbisch-bosnischer Herkunft. Er steht rechtsextremen Kreisen, der Identitären Bewegung und der AfD nahe.

## Leben
Irfan Peci wuchs als Kind bosniakischer Einwanderer aus dem heutigen Serbien, die 1991 nach Deutschland übersiedelten, in Weiden in der Oberpfalz auf. In jungen Jahren radikalisierte er sich und wurde führendes Mitglied der „Globalen Islamischen Medienfront“ (GIMF), einer Propagandaplattform für al-Qaida. Nach seiner Festnahme kooperierte er mit den deutschen Sicherheitsbehörden und wurde einer der wichtigsten V-Männer in der Islamistenszene. Über die väterliche Seite engagierte er sich für die sogenannte „Schwarze Hand“.
Peci soll nach eigenen Angaben Gelder des Verfassungsschutzes als Spenden an islamistische Gruppierungen weitergeleitet haben und an dem gewalttätigen Angriff auf einen US-Soldaten beteiligt gewesen sein. Der Verfassungsschutz habe für eine Einstellung der Ermittlungen gesorgt.
Nach seinem Ausstieg aus der extremistischen Szene widmete sich Peci der Aufklärung über islamistischen Extremismus und der Präventionsarbeit. Er veröffentlichte Bücher und hielt Vorträge, in denen er seine Erfahrungen teilte und vor den Gefahren der Radikalisierung warnte.
Er war Mitglied des Expertenkreises beim Beauftragten gegen Antisemitismus in Baden-Württemberg, ließ 2019 das Amt aber aufgrund von rassistischen Äußerungen und Hetze gegen Minderheiten ruhen.
Während der Covid-19-Pandemie nahm er an Protesten gegen die Schutzmaßnahmen teil, organisierte später mit Martin Sellner Demonstrationen gegen die "Islamisierung und den Bevölkerungsaustausch" mit und hielt Vorträge und Diskussionen für die AfD und FPÖ.
Im Jahr 2022 war Peci bei zahlreichen Kundgebungen der islamfeindlichen Bürgerbewegung Pax Europa als Gastredner an der Seite von Michael Stürzenberger anwesend.
Am 10. Januar 2023 ließ sich Irfan Peci taufen und ist nun bekennender Christ.

## Veröffentlichungen
- mit Oliver Schröm, Johannes Gunst: Der Dschihadist: Terror made in Germany – Bericht aus einer dunklen Welt. Heyne Verlag, München 2015, ISBN 978-3-641-15533-9
- Wider die Islamisten. (= Politiken Band 2), Freilich Verlag, Graz 2021, ISBN 978-3-200-07572-6